# セウジョッ

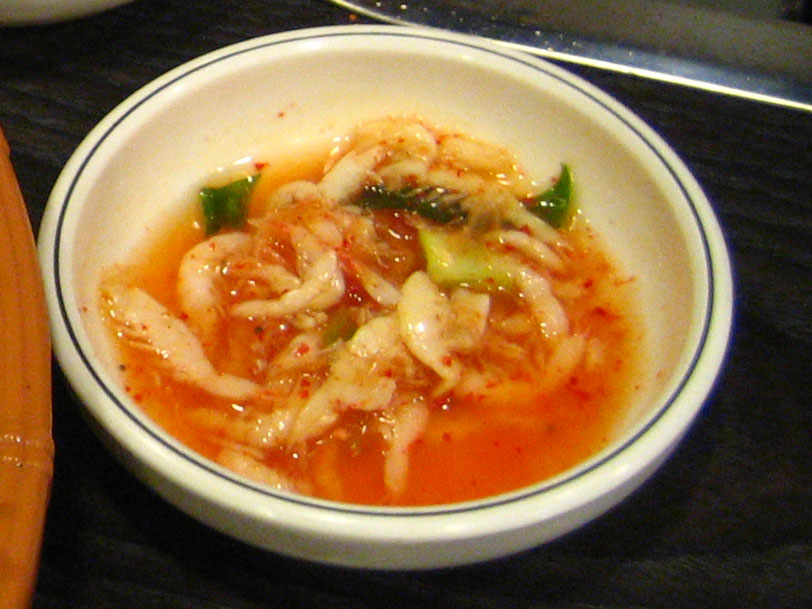
唐辛子粉を加えたセウジョッ

セウジョッ（朝: 새우젓）は、朝鮮半島の塩辛。アキアミなどの小エビを原料とした、チョッカルの一種である。キムチ漬けの際に加える材料としたり、そのまま副食物とする。

## 概要
全羅南道の木浦市で、韓国全体の70%に当たるセウジョッが作られている。同市の近海では年間を通じてアキアミなどの小エビが採れるが、その漁獲時期などによってセウジョッは次の3種類に分類される。
- 五のセウジョッ：陰暦5月に採れた小エビを原料とし、雑魚が混じっている。キムチ漬けに利用する。
- 六のセウジョッ：陰暦6月に採れた小エビを原料とし、暑い時期に漬けるため塩分濃度が高い。このため貯蔵性が高く、キムチ漬けに最適とされる。
- 秋のセウジョッ：塩分濃度が低く、漬けこみから早い時期に副食物とする。長期保存には適さない。

特にソウル特別市や忠清南道で、セウジョッがキムチ漬けに好んで用いられる。

## 原料
主にサクラエビ科のアキアミが使われるが、他の品種で代用される場合もある。

## 製法
小エビは鮮度が低下しやすいため、網で採ったものはすぐに漁船に積んだ木箱などの容器の中で塩と混合する。小エビに対して質量比で30%ほどの塩を用いる。陸揚げ後、工場でドラム缶などの大型容器に移し、およそ15日間かけて発酵および熟成させる。

## 類似の食品
日本の岡山県の児島湾には、同じアキアミを使って作る塩辛の「備前の漬アミ」があったが、漁獲量が減ったため衰退した。